# Martha Daniell Logan
Martha Daniell Logan (ur. 29 grudnia 1704, zm. 28 czerwca 1779) – autorka pierwszej w Ameryce rozprawy o ogrodnictwie.
Jej rodzicami byli Robert Daniell i Martha Wainwright. W 1719 poślubiła George’a Logana juniora. Była właścicielką plantacji w Charleston (Karolina Południowa, USA) i nauczycielką. W 1752 opublikowała w Almanack Johna Toblera własną rozprawę pt. „Gardener’s Kalendar”. Była to pierwsza fachowa praca, poświęcona amerykańskiemu ogrodnictwu, tym bardziej wyjątkowa, ponieważ w tamtej epoce profesjonalnym ogrodnictwem zajmowali się wyłącznie mężczyźni (np. John Bartram).